# Panneau de signalisation de fin d'interdiction en France
Les panneaux de signalisation routière français indiquant en France une fin d’interdiction sont au nombre de six, dont deux qui ne sont pas directement liés à un panneau marquant préalablement l'interdiction. Ces panneaux sont circulaires à fond blanc, bordés d’un listel noir.
Le panneau barré d’une bande noire oblique indique aux usagers de la route la fin de toutes les prescriptions qui ont fait précédemment l'objet d'une signalisation, sauf celles concernant l'arrêt et le stationnement. Par contre il n'implique pas la disparition des prescriptions résultant d'un texte général (par exemple celles qui découlent du fait que l'on est en agglomération). Ce panneau est codifié B31.
Le panneau portant en son centre une inscription « Fin de… » indique aux usagers de la route la fin d'interdiction dont la nature est indiquée sur le panneau. Ce panneau est codé B39.

## Histoire
Ces deux panneaux apparaissent sous les codes respectifs B31 et B32 en 1954. Les graphismes sont les mêmes. Le fond du disque est crème au lieu d'être blanc.
La signification du panneau B31 est toutefois différente de celle actuellement en vigueur. Le panneau circulaire à fond blanc barré d’une bande noire oblique indique alors une fin de limitation de vitesse. Ce n'est qu'en 1967 qu'il prend la signification d'une fin de toutes les interdictions précédemment signalées, parallèlement à la création du panneau B33 de fin de limitation de vitesse.
En 1977, le fond du disque, antérieurement crème, devient blanc. Le panneau B32 est également recodifié B39.

## Usage

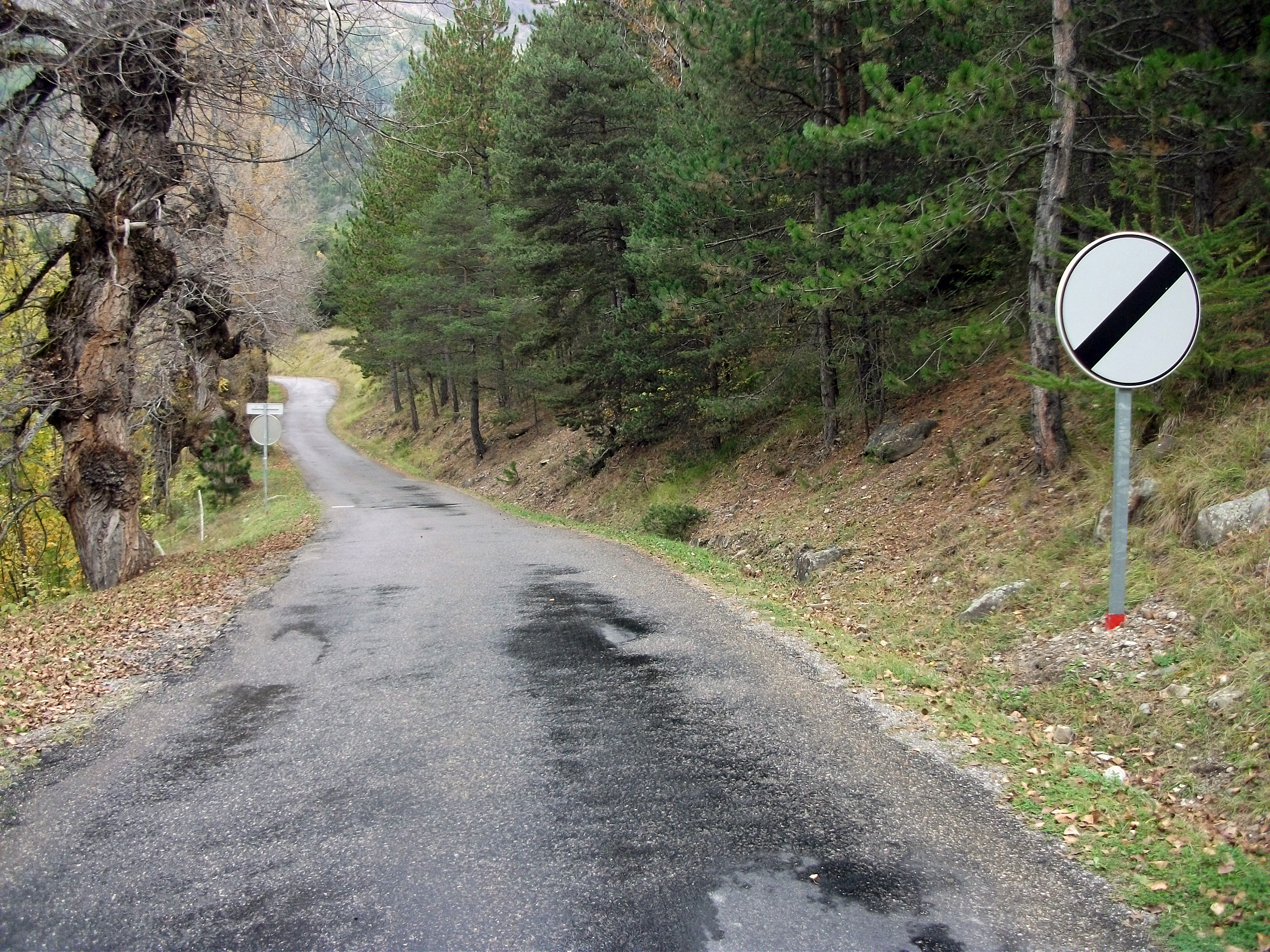
Panneau de fin d'interdiction.

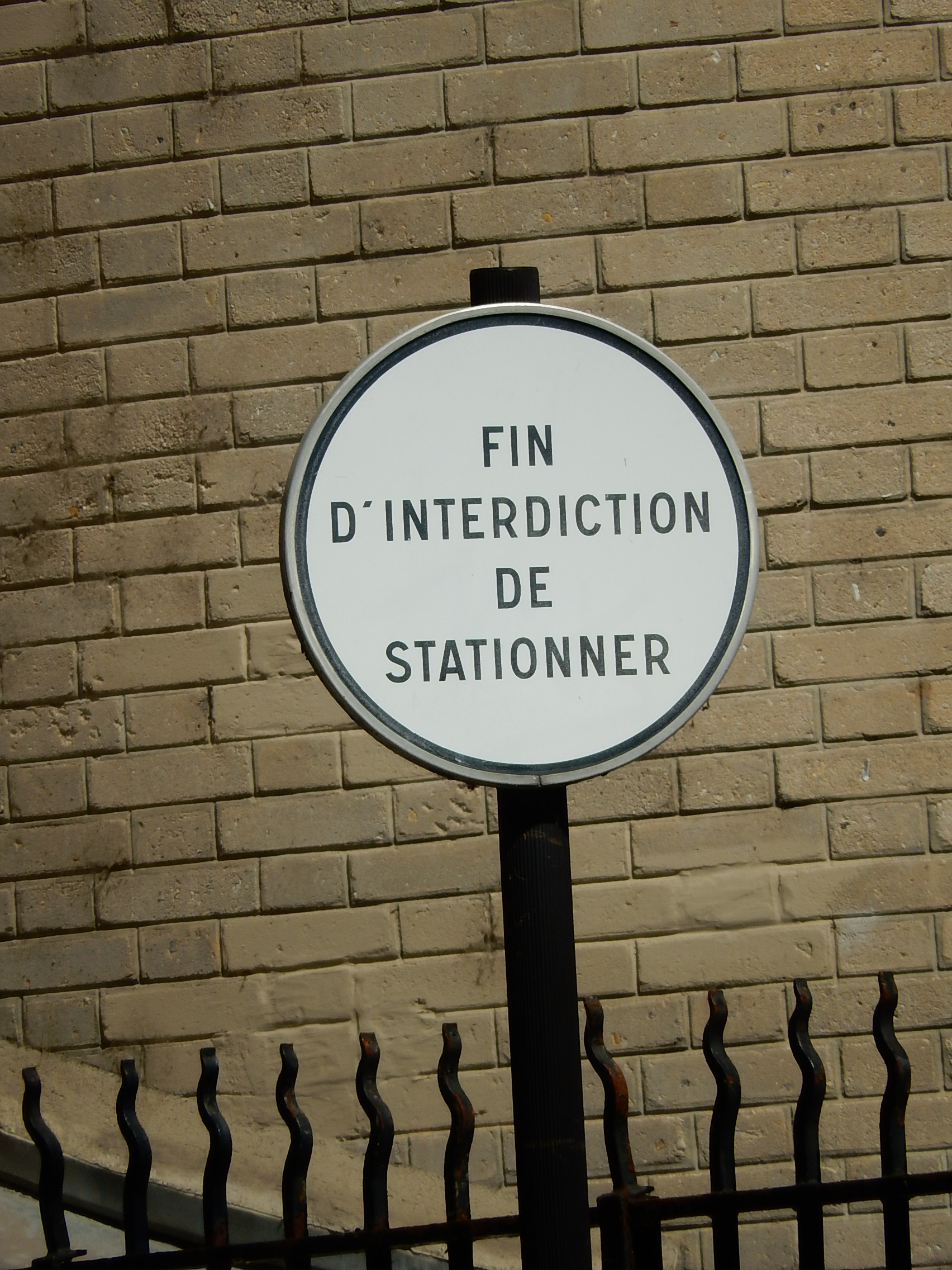
Panneau de fin d'interdiction de stationner.

Lorsqu'une prescription a été édictée par un arrêté local et prend fin à la limite de l'agglomération (ou à la limite de la commune dans une agglomération pluricommunale), le panneau de fin d'agglomération (ou le panneau de localisation de la commune limitrophe) l'indique suffisamment.
Il n'y a pas non plus lieu de mettre en place une signalisation de fin de prescription :
- quand il s'agit d'une indication ponctuelle évidente (par exemple défense de tourner à gauche, obligation d'aller tout droit, etc.)[1],
- quand un panonceau d'étendue a indiqué la longueur sur laquelle régnait la prescription (par exemple arrêt interdit sur 30 mètres),
- quand la définition du sens du panneau contient l'indication de sa validité (par exemple, pour les panneaux « interdiction de faire demi-tour » ou « stationnement interdit » sans panonceau) le signal est applicable jusqu'à la prochaine intersection incluse,
- quand une autre prescription se substitue à celle en vigueur (par exemple vitesse limitée modifiée, entrée dans une zone 30, une aire piétonne ou une zone de rencontre),
- après un poste de péage, à la fin d’une bretelle d’insertion sur autoroutes ou routes à chaussées séparées. Si une prescription s’étend au-delà, elle doit être portée à connaissance par la pose d’un panneau de prescription correspondant.

Dans les autres cas, la fin de prescription doit être portée à la connaissance de l'usager par la pose d'un panneau de fin de prescription.
Le panneau B31 ne doit pas être placé sur les routes qui font l'objet d'une limitation de vitesse différente de celles découlant de la réglementation générale car il impliquerait la fin de cette limitation.

## Caractéristiques
Il existe cinq gammes de dimension de panneaux de prescription.

## Implantation
Les panneaux de prescription sont placés au voisinage immédiat de l'endroit où la prescription commence à s'imposer. Ils doivent être répétés après chaque intersection autre que celles avec des voies privées non ouvertes à la circulation publique ou des chemins de terre.

### Distance du bord de chaussée
Sauf contrainte de site, la distance entre l'aplomb de l'extrémité du panneau situé du côté de la chaussée et la rive voisine de cette extrémité ne doit pas être inférieure à 0,70 m.
En rase campagne, les panneaux sont placés en dehors de la zone située en bord de chaussée et traitée de telle façon que les usagers puissent y engager une manœuvre de redirection ou de freinage dite « zone de récupération », ou leur support au minimum à 2 m du bord voisin de la chaussée, à moins que des circonstances particulières s'y opposent (accotements étroits, présence d'une plantation, d'une piste cyclable, d'une voie ferrée, etc.).
En agglomération, les panneaux sont placés de manière à minimiser la gêne des piétons.
Le support d'un signal peut aussi être implanté sur une propriété riveraine ou ancré à une façade après accord du propriétaire ou par application si cela est possible en vertu du décret-loi du 30 octobre 1935 et du décret 57180 du 16 février 1957.

### Hauteur au-dessus du sol
En rase campagne, la hauteur règlementaire est fixée en principe à 1 m (si plusieurs panneaux sont placés sur le même support, cette hauteur est celle du panneau inférieur), hauteur assurant généralement la meilleure visibilité des panneaux frappés par les feux des véhicules. Elle peut être modifiée compte tenu des circonstances locales soit pour assurer une meilleure visibilité des panneaux, soit pour éviter qu'ils masquent la circulation.
En agglomération, lorsqu’il y a un éclairage public, les panneaux peuvent être placés à une hauteur allant jusqu'à 2,30 m pour tenir compte notamment des véhicules qui peuvent les masquer, ainsi que de la nécessité de ne gêner qu'au minimum la circulation des piétons.

### Position de la face
Le plan de face avant d'un panneau implanté sur accotement ou trottoir doit être légèrement incliné de 3 à 5° vers l'extérieur de la route afin d'éviter le phénomène de réflexion spéculaire qui peut, de nuit, rendre le panneau illisible pendant quelques secondes.

## Visibilité de nuit
Les panneaux et panonceaux de signalisation doivent être visibles et garder le même aspect de nuit comme de jour. Les signaux de danger sont tous rétroréfléchissants ou éventuellement dans certaines conditions, éclairés.
Les revêtements rétroréfléchissants doivent avoir fait l'objet, soit d'une homologation, soit d'une autorisation d'emploi à titre expérimental. La rétroréflectorisation porte sur toute la surface des panneaux et panonceaux à l'exception des parties noires.